# ناتانیل بلیس
ناتانیل بلیس (انگلیسی: Nathaniel Bliss؛ ۲۸ نوامبر ۱۷۰۰ – ۲ سپتامبر ۱۷۶۴) یک دانشمند در زمینه اخترشناسی و ریاضیات اهل بریتانیا بود.